# Paralcis distanticlara
Paralcis distanticlara là một loài bướm đêm trong họ Geometridae.